# Oxepan
Oxepanul este un compus heterociclic heptaciclic cu oxigen cu formula chimică (CH2)6O. Este omologul superior al oxanului și analogul saturat al oxepinei.

## Proprietăți
Oxepanul suferă o reacție de polimerizare prin deciclizare în prezența unor promotori cationici, precum este (C2H5)3OSbCl6, formând un solid cristalin cu un punct de topire în jur de 56–58 °C.